# 北海道道344号白井川豊浦線
北海道道344号白井川豊浦線（ほっかいどうどう344ごう しろいかわとようらせん）は、北海道寿都郡黒松内町から北海道虻田郡豊浦町に至る一般道道（北海道道）である。町界部分は未開通である。豊浦町内の区間は、礼文華川左岸に沿って走っている。冬期通行止め区間がある。

## 概要

### 路線データ
- 起点：北海道寿都郡黒松内町字白井川（国道5号交点）
- 終点：北海道虻田郡豊浦町字礼文華（国道37号・北海道道609号礼文停車場線交点）
- 総延長：22.165 km
- 実延長：15.637 km
- 重用延長：0.023 km
- 未供用延長：6.505 km
- 未舗装延長：1.171 km

## 歴史
- 1961年（昭和36年）3月31日 - 路線認定[1]。

## 路線状況

### 未供用区間
- 黒松内町字東川 - 豊浦町字礼文華
区間延長：6.505 km

### 冬期交通規制（通行止め）
- 黒松内町字東川374番地（ゲート） - 黒松内町字東川無番地
区間延長：4.0 km

### 道路施設

#### 主な橋梁
- 白井川橋（13 m、白井川、黒松内町白井川）
- 赤井川橋（24 m、赤井川、黒松内町赤井川）
- 赤井川跨道橋（49 m、黒松内新道、黒松内町熱郛原野）
- 小川橋（26 m、小川、黒松内町東川）
- 内川橋（25 m、内川、黒松内町東川）
- 八幡橋（10 m、一の幸川、黒松内町東川）

## 地理
起点から豊浦町方面には抜けることはできないが、道央自動車道と交差後、黒松内町道の観音橋（朱太川）を渡り、北海道道266号大成黒松内停車場線を通り、静狩峠に抜けることが出来る。なお、当路線は観音橋の手前で左折し、道央自動車道に並行する。

### 通過する自治体
- 後志総合振興局
  - 寿都郡黒松内町
- 胆振総合振興局
  - 虻田郡豊浦町

### 交差する道路
黒松内町
- 国道5号 - 白井川（起点）
- 黒松内新道黒松内南IC - 赤井川
- 町道 - 東川（北海道道266号大成黒松内停車場線に接続）:（この間未開通）

豊浦町
- 国道37号 - 礼文華（終点）
- 北海道道609号礼文停車場線 - 礼文華（終点）